# アルフレッド・ライオン

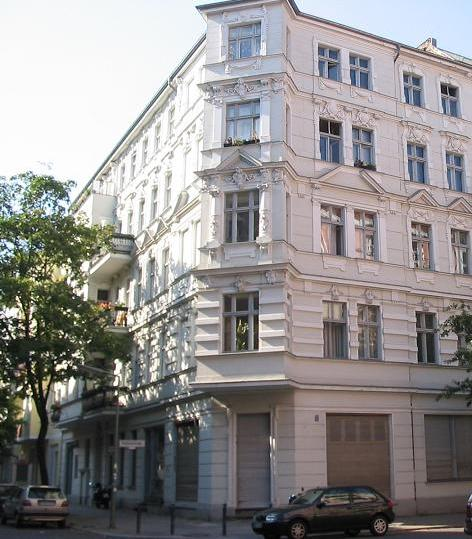
Gotenstrasse 7 ベルリン Schöneberg。生誕地。

アルフレッド・ライオン（Alfred Lion、1908年4月21日 - 1987年2月2日）は、ドイツの音楽プロデューサーであり、レコード・レーベル「ブルーノート」の創設者。

## 略歴
1908年、ベルリン生まれ。ダンス・オーケストラ、ラグタイム、ジャズ、ブギウギ、「ドイツから見えたアメリカ文化」に憧れ、1928年にニューヨークへと渡り、様々な職に就き、またドイツへ戻るなどした。
1937年、ニューヨークで貿易会社に入社し、アメリカに定住。1938年、カーネギー・ホールで開かれたコンサート「スピリチュアルからスイングまで」を観てレコード会社を設立することを決意。1939年、本業のかたわらブルーノート・レコードを設立し、ジャズのレコードを制作するようになる。共同経営者はマックス・マーグリス（マーグリスは1947年離脱）。最初の録音は1939年1月6日、アルバート・アモンズとミード・ルクス・ルイスという2人のピアニストによるもので、それぞれ12インチ盤数面分を録音、アモンズの「シカゴ・イン・マインド」、ルイスの「ザ・ブルース」が生まれた。
ベルリンに居た頃の友人フランシス（フランク）・ウルフがアメリカに渡って来て、1940年にブルーノート・レコードへと合流した。ウルフは写真家助手の仕事を本業としながら、ライオンのブルーノート・レコードに加担し、西47丁目に初めて事務所を設置した。
ライオンは録音するとき、ミュージシャン達が気分よくことを進められるよう、スタジオにスコッチやバーボンを用意したり、一度スタジオに入ったら外に出なくてもすむように大量の食料を用意したり、52丁目で夜通し演奏したあとそのまま録音に流れ込めるよう早朝に録音をスケジュールしたりと、ミュージシャン達の本当の表現力を記録しようと気を配った。しかし一方で、自分たちが気に入った音しか録ろうとしないと言われたり、顧客は酔狂なコレクターの市場、といった面もあり、商売は小さく、不安定であった。
一方で、ライオンが意図しないところで会社の利益があがることもあった。1941年、ブルーノート・レコードが27枚のレコードを出したところで、アルフレッド・ライオンに召集令状が届き、1943年に任務を解除されるまで、録音作業は止まることになった。この間、ミルトン・ゲイブラーがフランク・ウルフをコモドア・ミュージック・ショップ（※）の卸売り部門に雇い、この販売網でブルーノートのレコードを販売させた。この事業で軍の慰問事業としてレコードを戦線の兵隊たちに送ることになり、宣伝費をかけずに量がはけたため、ブルーノート・レコードは利益を貯えることになった。
軍の任務に就いている間、テキサス駐屯中の1942年に、ライオンは結婚した。
ブルーノート・レコードはジェームス・Ｐ・ジョンソン、アイク・ケベック、セロニアス・モンク、バド・パウエル、アート・ブレイキー、ホレス・シルヴァー、マイルス・デイヴィス、ハービー・ハンコックなど、数多くのミュージシャンと契約し、録音を行った。
技術の変革はブルーノートに困難をもたらした。1940年代、シェラックを材料とした78回転盤に変わる、ビニールを材料とするマイクログルーヴ方式、33と1/3回転のLPが登場した。また録音時のマスター・ディスク方式に変わるマスター・テープ方式が登場した。後追いで世の時流についていくが、小さいレコードレーベルにとって、技術革新についていくための支出は負担が大きかった。
1953年から1954年に、ブルーノート・スタイルと称されるスタイルの特徴の多くが確立した。
1963年に録音したリー・モーガンのアルバム『ザ・サイドワインダー』がヒットし、ビルボードLPチャートで25位になり、1964年にはいたるところのジュークボックスで流れるようになった。『ザ・サイドワインダー』は、ブルーノート・レコード創設以来のヒットとなった。このことは、ブルーノート・レコードに混乱を与えた。卸売業者から注文が殺到し、「『似通った』レコード」（）を求められる事態になった。ライオンとウルフは対応したが、新しいヒットが出るまで出荷したレコードの代金をレコード店が支払わないという商習慣もあって、小さいレコード会社は混乱状態に陥った。
財政状態の混乱と働きすぎからライオンは体調を崩し、1965年、ブルーノート・レコードは大手リバティー・レコードの傘下に入った。ブルーノート・レコードは財政の危機から脱出した。リバティーの傘下に入っても、スタジオでの録音の仕方は、ライオンはこれまで通りのやり方を続けることができた。しかし宣伝に関する打ち合わせや必要な書類、作成した書類を会社のどこの部署に配るかなど、大きな組織には必要な仕事が増えた。ライオンはこのシステマティックな部分に疲れ、1967年7月28日を最後に録音から手を引いた。体調の理由から、この後は引退状態となった。
フランク・ウルフはこの後もブルーノート・レコードの活動を続けた。しかしモダン・ジャズの衰退、ロックの隆盛などミュージック・シーンは変化し、レーベルにとって困難な時代になった。ウルフは病気を患い手術を受け、1971年3月8日心臓発作で亡くなった。
1979年11月2日の録音をもって、ブルーノート・レーベルは活動を停止した。
1970年代半ばから1981年頃まで、マイケル・カスクーナによってブルーノートに蓄積された音のカタログ発売がされた。カスクーナはライオンたちが録った音の発掘と情報収集を行い、歴史としてまたは聴くに価値のある1枚のレコードとして、あるいは全集として発売した。この発掘作業には日本のキングレコードの情報提供が寄与した。
1984年、エレクトラ・レコードに在籍していたブルース・ランドヴァルは、アメリカ・レコード産業協会の集まりに出席したおりEMIアメリカの会長からブルーノートの再開を打診され、EMIアメリカの傘下になっていたブルーノート・レコードに移籍した。ランドヴァルはカスクーナを参謀役に、ブルーノート再開に取り掛かった。
ランドヴァルとカスクーナはブルーノート復活を世に知らせるため、祝賀会を企画した。ブルーノートに貢献のあったミュージシャンを集め、創始者ライオンを招いての祝賀コンサートである。1985年2月22日ニューヨークで、ライオンを貴賓として招いてワン・ナイト・ウィズ・ブルーノートが催された。
日本テレビはこのワン・ナイト・ウィズ・ブルーノートを日本へ持ち込む形で、マウント・フジ・ジャズ・フェスティバル・ウィズ・ブルーノートを企画した。第1回、1986年にライオンは招かれ、その功績を讃えられた。
1987年2月2日、心臓の衰弱により亡くなった。